# ویلیام دوپری (ورزشکار)
ویلیام دوپری (انگلیسی: William Dupree; ۷ ژوئن ۱۹۰۹ – ۲۵ فوریهٔ ۱۹۵۵)از برندگان مدال‌های بازی‌های المپیک زمستانی اهل ایالات متحده آمریکا بود.